# Mitsuo Katō
Mitsuo Katō (jap. 加藤 光雄, Katō Mitsuo; * 22. Januar 1953) ist ein japanischer Fußballtrainer und ehemaliger Fußballspieler.

## Karriere

### Spieler

#### Verein
Mitsuo Katō erlernte das Fußballspielen in der Universitätsmannschaft der Kwansei Gakuin University. Seinen ersten Profivertrag unterschrieb er am 1. Februar 1976 bei Mitsubishi Motors. Hier stand er bis Saisonende 1983 unter Vertrag.
Am 1. Februar 1984 beendete er seine Karriere als Fußballspieler.

#### Nationalmannschaft
1979 spielte Katō einmal für die japanische Fußballnationalmannschaft.

### Trainer
Von 2008 bis Mitte 2011 trainierte Mitsuo Katō die unterklassige Mannschaft von Waseda United. Im August 2013 ging er nach Thailand, wo er in Chonburi beim Erstligisten Chonburi FC die Stelle des Co-Trainers übernahm. Im Februar 2015 kehrte er nach Japan zurück. Hier war er Ende 2017 bei Kyōto Sanga als Athletiktrainer und Spielanalyst tätig. Im Januar 2018 zog es ihn wieder nach Thailand. Hier unterschrieb er einen Vertrag als Co-Trainer beim Zweitligisten Nongbua Pitchaya FC in Nong Bua Lamphu. Anfang 2019 wechselte er zum Erstligisten Samut Prakan City FC. Bei dem Erstligisten aus Samut Prakan war er Co-Trainer unter Surapong Kongthep, Masatada Ishii und Tetsuya Murayama. Im April 2021 übernahm er beim Zweitligisten Navy FC das Traineramt von Chalermwoot Sa-ngapol. Nachdem er in den ersten fünf Ligaspielen nur einen Punkt holen konnte, wurde er Ende September 2021 entlassen und durch seinen Vorgänger Chalermwoot Sa-ngapol ersetzt. Am 18. November 2021 kehrte er zu seinem ehemaligen Verein Samut Prakan zurück. Hier trat er das Amt als Technischer Direktor an. Am Ende der Saison stieg Samut in die zweite Liga ab. Nach dem Abstieg verließ er den Verein und wechselte als Co-Trainer zum Erstligisten BG Pathum United FC. Nach der Entlassung des Cheftrainers Makoto Teguramori wurde er am 24. Oktober 2022 als Interimstrainer ernannt. Bei BG stand er ein Spiel an der Seitenlinie. Am 30. Oktober 2022 wurde er von Matt Smith ersetzt.

## Erfolge

### Spieler
Mitsubishi Motors
- Japan Soccer League: 1978, 1982
- Kaiserpokal: 1978, 1980